# ラドムVIS wz1935
ラドムVIS wz1935は、ポーランドのラドム造兵廠で作られた大型自動式拳銃である。
ポーランドは、ドイツとロシア（のちソビエト連邦）に挟まれていたため、幾度も国土・国家主権が失われる危機を迎え、翻弄された歴史を持つ。ラドムVISもまた、歴史に翻弄された銃であり、当初はポーランド軍用として生産されたが、後のドイツ占領後はドイツ軍向け拳銃として生産された。生産期間は短期間に留まっている。

## 沿革
第一次世界大戦後、ようやく独立を取り戻したポーランドでは、ラドム造兵廠で軍・警察用国産拳銃の開発が着手された。
基本設計を行ったのは、ピオトール・ヴィルニエブツィック（Piotr Wilniewczyc）と、ヤン・スコルツィピンスキー（Jan Skrzypinski）の両技師とされる。ヴィルニエブツィック技師は、ワルシャワの民間企業PWU社からこのトライアルに参加、まず、wz1928という拳銃プランを提出した。この銃は図面のみで実際には製作されなかったと言われるが、その後wz1930という拳銃が試作されている。トライアルそのものが設計からのコンペティションだった可能性もある。このwz1930は、後のwz1935の元となる銃で、細かな違いはあるものの基本設計は変わらない。

### 基本構成
ヴィルニエブツィック技師は、著名な銃器設計者ジョン・ブローニングに大きく影響を受けていた。このためwz1930は、ブローニング系の設計であるコルト・ガバメントのメカニズムを多くの面で踏襲したシングルアクション拳銃として設計されつつ、ヨーロッパで主流の9mm口径への変更を受けて完成されたが、部品数の削減やメンテナンス性の向上など細かな変更が行われていた。
その中でも優れていた点は、ショートリコイルする可動バレルのティルト手段を、ガバメントやその亜流の銃のようなリンク連結ではなく、バレル本体とフレームとの凹凸を合わせる、製造と調整がやりやすい手法で処理していた点であろう（もっとも、この着想自体はブローニングが発想しながら量産化しなかったもので、ポーランド人技術者のオリジナルではないようである）。
引き続き行われたトライアルであったが、これには時間がかかった。実際に使用する軍人に渡されたwz1930は、5年かけて現場での問題点を拾い上げ改良を重ねて行った。
軍からの最も大きな改善要請は、片手でのデコッキングができるようにしてほしいということであった。当時、騎兵隊が主力のポーランド軍では、馬の手綱を握りつつ片手で安全に拳銃を扱えることは重要だったのである。
そこで、シングルアクションの自動拳銃には珍しくデコッキング・レバーが追加され、マニュアル・セーフティが分解用のレバーに変えられた。これによって、シングルアクションの自動拳銃としては安全性に優れた銃となっている。
細かな改良を重ねたwz1930は、1935年にようやくwz1935として制式採用された。wzとは、英語圏で言うModelの頭文字Mに近いものとされている。
当初、ヴィルニエブツィックとスコルツィピンスキーの両設計者のイニシャルにちなんで「W&S」の意味がある「WIS」のネームで呼称される予定だったが、それならラテン語で「力」を意味する「VIS」の方が拳銃として相応しいのではないか、という声が上がり、この拳銃のネームは「VIS」となった。
隣国ソ連の同時期における新型拳銃トカレフTT-33も、VIS同様にコルト・ガバメントの影響下で設計された銃だったが、生産性・耐久性を重視し、安全装置を省くほど簡素化され、野暮で泥臭い外観に徹していたTT-33に比し、VISは極めて洗練された近代的直線デザインで、表面仕上げやグリップデザインも美しく、また、シングルアクション拳銃ながらデコッキングレバーを備えるなど実用面の配慮も為されていて、まったく対照的な銃に仕上がっていた。

### 量産化後の転変
ポーランドを取り巻く政治体制が悪化する中で生産体制が整えられ、VIS拳銃は、1937年からラドム造兵廠で量産が開始された。1939年までに50,000丁あまりが生産されている。
しかし、1939年9月の第二次世界大戦勃発で、ポーランドはナチス・ドイツとソ連の両面から攻められて分割占領され、ラドム造兵廠もドイツ軍の管理下に置かれた。
VISは、その優秀性からドイツ軍にも着目され、ドイツ軍制式の9x19mmパラベラム弾を用いていて互換性があるというメリットも買われて、兵器不足のドイツ軍向けに補助兵器として採用されることになった。こうしてVISは、表面仕上げの簡素化などの変更はあったものの、そのまま「P35」として、ドイツ軍の主力拳銃であるルガーP08・ワルサーP38を補完する形で量産されたのである。
結局、ポーランド軍向けよりもドイツ占領後の方が遙かに生産実績を伸ばし、デコッキングレバー省略などの工作簡素化やグリップの木製化などの変更を受けつつも、1945年までに300,000丁以上が生産されたとされる。この間、VISはラドム以外に、オーストリアのステアー社でも生産されている。
第二次大戦後、共産圏に入ったポーランドはソ連のトカレフ系拳銃採用にシフトしてしまい、それ以外の国も含め、VISは再び量産化されることなく終わった。

## 登場作品

### 映画
『アヴァロン』
『危いことなら銭になる』
『灰とダイヤモンド』

### 漫画・アニメ
『鋼の錬金術師』
マース・ヒューズが使用。
『ヨルムンガンド』
山岳兵が所持。